# Vụ cháy cửa hàng bách hóa Shirokiya
Vụ cháy cửa hàng bách hóa Shirokiya (白木屋大火 Shirokiya Taika) là vụ cháy tại một cửa hàng bách hóa ở Shirokiya, Tokyo, Nhật Bản vào ngày 16 tháng 12 năm 1932 khiến 14 người chết và 67 người bị thương. Cửa hàng bách hóa Shirokiya gồm có tám tầng và hai tầng hầm. Các tầng từ 4 đến 8 bốc cháy trong vụ việc.

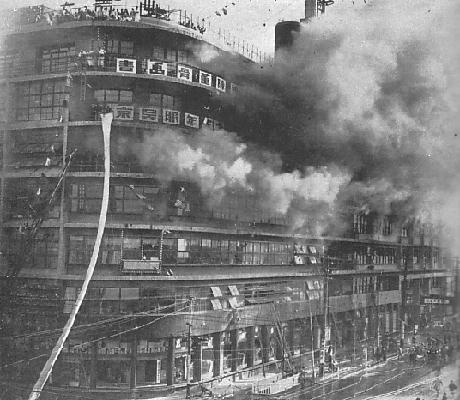
Cửa hàng bách hóa Shirokiya bốc cháy.

Ở Nhật Bản, người ta cho rằng vụ cháy cửa hàng bách hóa Shirokiya người ta cũng cho rằng vụ cháy của hàng bách hóa Shirokiya là chất xúc tác cho việc thay đổi trang phục truyền thống của Nhật Bản với việc mặc quần lót theo kiểu phương Tây mặc dù không có bằng chứng hay nghiên cứu nào chỉ ra điều này là đúng hay sai.

## Thời điểm vụ cháy diễn ra
Vào thời điểm vụ cháy diễn ra, của hàng bách hóa Shirokiya đang có đợt giảm giá cuối năm theo chủ đề giáng sinh và bên trong được trang trí lộng lẫy. Ngọn lửa bắt đầu bùng lên vào khoảng 9 giờ 15 phút, ngay trước khi khu đồ chơi mở cửa bán hàng. Một nhân viên đã kể lại rằng chính người này đã nhìn thấy một tia lửa phát ra từ bóng đèn trang trí trên cây thông noel vào một số đồ chơi dễ bắt lửa và khiến ngọn lửa nhanh chóng lan rộng. Cầu thang mở cung cấp oxy tạo nên môi trường cho đám cháy ngày càng mạnh và lan rộng sang các tầng khác. Cầu thang trở thành ống khói cắt đứt lối thoát hiểm chính.
Do xe thang và vòi rồng không thể lên được tầng 5 nên ngọn lửa nhanh chóng lan rộng và những người bên trong phải tìm lối thoát khác. Một số người phụ nữ buộc phải trèo lên mái nhà và nhảy xuống lưới an toàn do những lính cứu hỏa răng ra. Một số người khác lại cố gắng thoát ra bằng giây thừng làm từ quần áo hoặc rèm cửa. Khoảng 80 người đã leo xuống tầng 7 theo cách này. Những người không bám trụ được đã rơi xuống và qua đời.

## Truyền thuyết đô thị
Người ta tin rằng vụ cháy tại cửa hàng bách hóa Shirokiya đã thay đổi phong tục thời trang của phụ nữ Nhật Bản. Theo truyền thống của Nhật, hầu như phụ nữ đều không mặc quần lót khi đang mặc kimono trên người và họ sợ rằng khi nhảy xuống thì tà áo sẽ bị tốc lên khiến họ bị lộ phần bên trong nên họ đã không nhảy xuống và dẫn đến việc những người phụ nữ này đã tử vong ngay sau đó. Tin tức này đã thu hút sự chú ý từ các nước xa xôi như châu Âu. Người ta cho rằng sau vụ hỏa hoạn kia, ban quản lý cửa hàng đã yêu cầu những nhân viên của cửa hàng mặc quần lót cùng với kimono và xu hướng đó giờ đây dần trở nên phổ biến trên toàn Nhật Bản.
Trái ngược với suy nghĩ này, Inoue Shoichi, giáo sư về phong tục và kiến trúc tại Trung tâm Nghiên cứu Quốc tế về Nghiên cứu Nhật Bản cho rằng hầu hết những người trong vụ hỏa hoạn đều đã được cứu bởi lính cứu hỏa và theo ông câu chuyện về những người phụ nữ kia là bịa đặt. Tuy nhiên, câu chuyện này phổ biến trong rất nhiều các tập sách tham khảo trong đó có một cuốn sách do chính Cơ quan phòng cháy chữa cháy của Nhật Bản phát hành. Mặt khác, người ta cũng cho rằng vụ cháy của hàng bách hóa này là chất xúc tác cho việc thay đổi trang phục truyền thống của Nhật Bản với việc mặc quần lót theo kiểu phương Tây mặc dù không có bằng chứng hay nghiên cứu nào chỉ ra điều này là đúng hay sai.